# Gerardo De Angelis
Gerardo De Angelis (Taurasi, 18 aprile 1894 – Roma, 24 marzo 1944) è stato un militare, sceneggiatore e partigiano italiano, vittima dell'eccidio delle Fosse Ardeatine, medaglia d'argento al valor militare alla memoria.

## Biografia
Figlio di Modestino e di Alfonsina Padovano, entrambi insegnanti, era nipote del notaio Gioacchino De Angelis, uomo di spicco della comunità di Taurasi (Av).
Dopo il diploma ha frequentato l'Accademia militare di Modena per poi partecipare alla Prima guerra mondiale come tenente di complemento. Passato in Aeronautica, lasciò la carriera militare e si trasferì a Roma per dedicarsi al cinema. Lavorò prima come doppiatore e poi come sceneggiatore con lo pseudonimo di Dino Santelige.  
Nel 1940 scrisse la sceneggiatura del film Il ponte di vetro diretto da Goffredo Alessandrini. Lavorò come aiuto regista nel film L'invasore (uscito nel 1949) accanto a Roberto Rossellini. Scrisse numerosi soggetti per la Scalera Film   tra i quali: Le due porte, La grande strada, Rapsodia azzurra, La figlia del fabbro, Una luce nel deserto. Il soggetto da lui scritto, La valanga, fu venduto postumo agli americani e nel 1956 divenne il film di Hollywood La montagna, con protagonista Spencer Tracy. Fondò anche la società cinematografica Gedea Film. 
Già simpatizzante socialista, dopo l'occupazione tedesca di Roma, insieme a Filippo D'Agostino, fondò il gruppo "Pensiero e azione" e combatté nella Resistenza romana. Il 10 dicembre 1943, in seguito a delazione, fu arrestato dalle SS durante una riunione clandestina. Rinchiuso nel terzo braccio di Regina Coeli, fu torturato per giorni nel carcere di Via Tasso e poi fu condannato a morte.
Il 22 marzo 1944 fu inserito nella lista Kappler (come detenuto politico a disposizione dell'Aussen-Kommando) e il 24 marzo fu trucidato alle Fosse Ardeatine, come rappresaglia dopo l'attacco partigiano di Via Rasella. La salma, col numero 318, è tumulata presso il Mausoleo Fosse Ardeatine a Roma.
Ha lasciato moglie e quattro figli. La  corrispondenza segreta, che Gerardo De Angelis intrattenne con i suoi familiari dal 21 dicembre 1943 ai primi giorni di febbraio 1944 è stata raccolta nel volume "Lettere dal Carcere di un Partigiano. Da Regina Coeli a Via Tasso 1943-1944", edito da Chillemi. Il fascicolo su vita, opere e sulla sua appartenenza partigiana è conservato presso gli archivi del Museo storico della Liberazione di via Tasso di Roma.

## Intitolazioni
Gli sono state dedicate vie a Taurasi e ad Anzio. Il Museo storico della Liberazione di via Tasso a Roma gli ha titolato la propria Mediateca.